# Stóra Sauðafell
Stóra Sauðafell är en kulle i republiken Island. Den ligger i regionen Höfuðborgarsvæði, 28 km nordost om huvudstaden Reykjavík. Toppen på Stóra Sauðafell är 412 meter över havet.
Trakten runt Stóra Sauðafell är nära nog obefolkad, med mindre än två invånare per kvadratkilometer. Närmaste större samhälle är Mosfellsbær, omkring 19 kilometer sydväst om Stóra Sauðafell. Trakten runt Stóra Sauðafell består i huvudsak av gräsmarker.